# Recettori del legamento
I recettori parodontali sono particolari meccanocettori presenti nel legamento parodontale. Sono rappresentati dalla terminazione delle fibre nervose che sfioccano tra le fibre collagene del legamento stesso. Sono recettori di tipo I. Le fibre che li compongono portano la sensibilità attraverso il nervo trigemino al nucleo spinale per gli stimoli nocicettivi, al nucleo mesencefalico per gli stimoli propriocettivi.

## Fisiologia
Quando si estraggono i denti si perdono i recettori parodontali.  Gli impianti sono privi di tale apparato. Perciò durante la masticazione viene a mancare questa modulazione delle forze masticatorie e quindi
gli impianti soffrono tale carenza,. si possono verificare degli insuccessi. È per questo motivo a volte durano di meno dei denti naturali. Quando il dente è soggetto a forze, si muove all'interno del processo alveolare attorno ad un fulcro che si trova circa alla giunzione tra corona e radice, mettendo in tensione le fibre nella zona dove si allontana dalla parete alveolare e comprimendo quella nella zona dove si avvicina. La trazione su queste fibre fa sì che la membrana si deformi, aprendo i canali ionici e permettendo la partenza di un potenziale d'azione, la cui ampiezza è funzione dell'intensità dello stimolo. Solo i recettori soggetti a trazione sono stimolati, così che il SNC viene informato della direzione dello stimolo.
I recettori parodontali sono sia a rapido che lento adattamento. I primi sono situati nella zona del fulcro, i secondi nelle zone distali.
Questo tipo di recettore è estremamente sensibile in quanto risponde a sollecitazioni di appena 0,01 N (1 g) ad a movimenti del dente di soli 2 - 10 µm. Un carico eccessivo può portare, infatti, al riflesso di apertura della bocca, di significato protettivo.